# 奥拉沃·比拉克

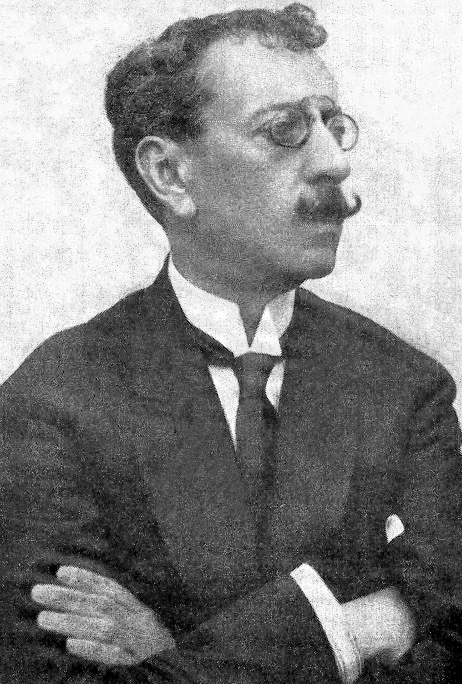
奥拉沃·比拉克

奥拉沃·布拉斯·马丁斯·多斯·吉马良斯·比拉克（Olavo Brás Martins dos Guimarães Bilac，1865年12月16日－1918年12月28日），简称奥拉沃·比拉克 （Olavo Bilac），是巴西高蹈派诗人、记者和翻译家。他是巴西国旗歌歌词的作者。 他還參與创立巴西文学院。